# Куэнси (Эна)
Куэнси́ (фр. Coincy) — коммуна во Франции, находится в регионе Пикардия. Департамент коммуны — Эна. Входит в состав кантона Шато-Тьерри. Округ коммуны — Шато-Тьерри.
Код INSEE коммуны — 02203.

## Население
Население коммуны на 2010 год составляло 1310 человек.
| 1962 | 1968 | 1975 | 1982 | 1990 | 1999 | 2010 |
| ---- | ---- | ---- | ---- | ---- | ---- | ---- |
| 708  | 752  | 840  | 946  | 1039 | 1156 | 1310 |

## Экономика
В 2010 году среди 814 человек трудоспособного возраста (15—64 лет) 535 были экономически активными, 279 — неактивными (показатель активности — 65,7 %, в 1999 году было 64,1 %). Из 535 активных жителей работали 482 человека (272 мужчины и 210 женщин), безработных было 53 (26 мужчин и 27 женщин). Среди 279 неактивных 74 человека были учениками или студентами, 73 — пенсионерами, 132 были неактивными по другим причинам.